# Мухамедов, Таир Мухамедович
Таир Мухамедович Мухамедов — советский хозяйственный, государственный и политический деятель.

## Биография
Родился в 1912 году в Худжанде. Член КПСС с 1946 года.
С 1933 года — на хозяйственной, общественной и политической работе. В 1933—1972 гг. — заместитель главного гидротехника МТС в Узбекской ССР, техник, главный гидротехник, и.о. главного инженера, управляющий водного хозяйства, начальник управления центральных хлопководческих районов, председатель колхоза в Сталинабадском районе, ответственный работник аппарата ЦК КП Таджикистана, заместитель министра, министр мелиорации и водного хозяйства Таджикской ССР
Избирался депутатом Верховного Совета Таджикской ССР 5-го, 6-го, 7-го, 8-го созывов.
Умер после 1972 года.